# Grevskapet Edessa
Grevskapet Edessa var en korsfararstat som etablerades år 1098 av Balduin I av Jerusalem under det första korståget.
Grevskapet baserades runt staden Edessa som hade en lång kristen tradition. Landet var dock kustlöst och låg öster om de övriga korsfararstaterna vilket gjorde området var särskilt utsatt för anfall från muslimerna. Staden Edessa föll 1144 och landets övriga områden föll snart därefter även de i muslimernas händer. Grevskapet var den första korsfararstaten som bildades men var även den första att upplösas.

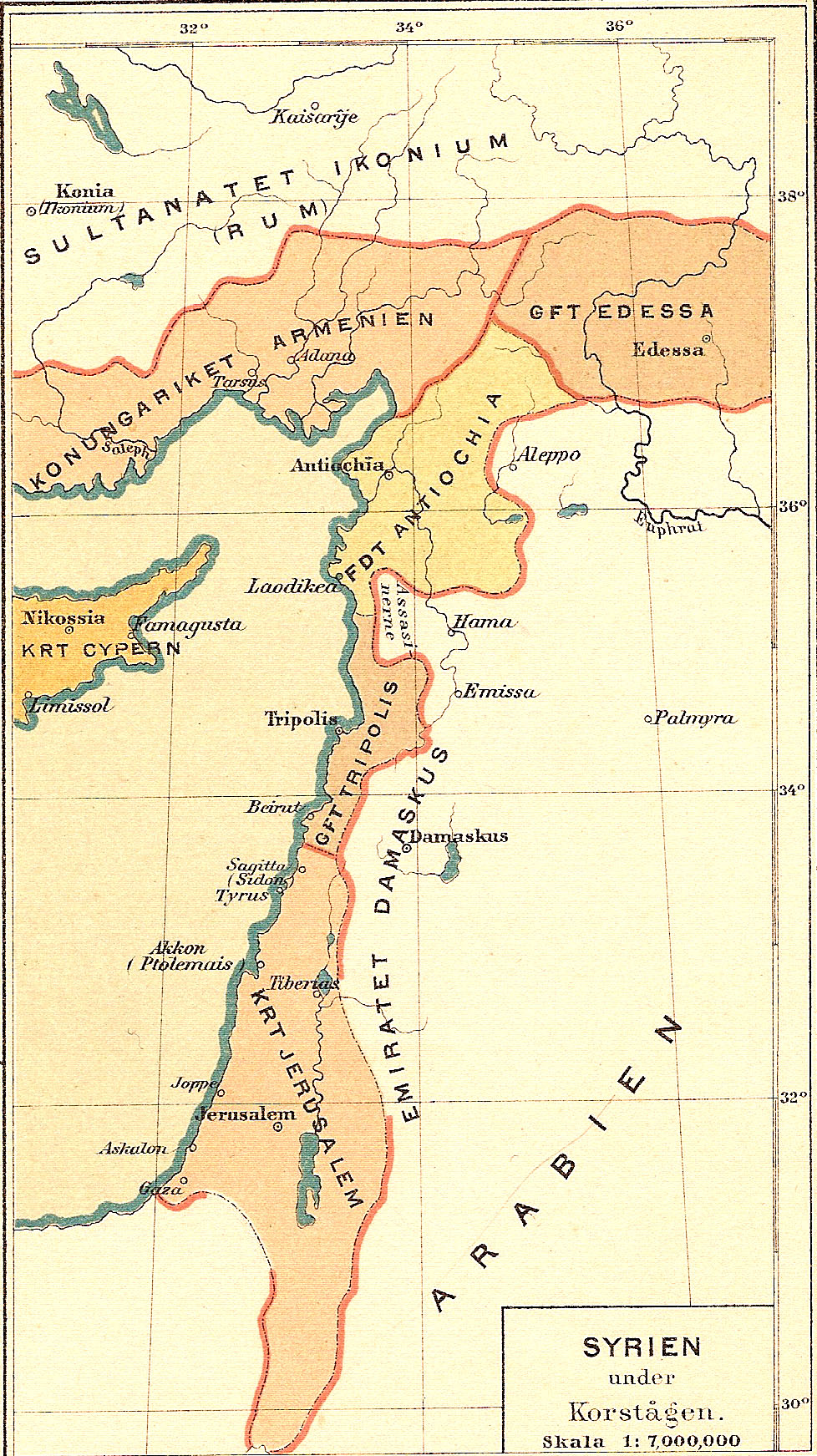
Historisk karta över Syrien under korstågen. Edessa uppe till höger.